# Sofia Hublitz
Sofia Hublitz, född 1 juni 2000 i Virginia, är en amerikansk skådespelare.
Hublitz har bland annat medverkat i TV-serien Ozark (2017–2022). Hon har även medverkat i filmerna Ida Red från 2021 och What Breaks the Ice från 2020.

## Filmografi (i urval)
- 2017–2022: Ozark
- 2020: What Breaks the Ice
- 2021: Ida Red